# Черевачицы
Черева́чицы (бел. Чаравачыцы) — деревня в Кобринском районе Брестской области Белоруссии. Входит в состав Батчинского сельсовета.
По данным на 1 января 2016 года население составило 47 человек в 21 домохозяйстве.

## География
Деревня расположена на северном берегу реки Мухавец, в 8 км к западу от города и станции Кобрин, 2 км от остановочного пункта Черевачицы, в 45 км к востоку от Бреста, на автодороге Р104 Кобрин-Жабинка.
На 2012 год площадь населённого пункта составила 0,43 км² (43 га).

## История
Населённый пункт известен с XV века как владение князей Кобринских. В разное время население составляло:
- 1999 год: 27 хозяйств, 67 человек
- 2005 год: 27 хозяйств, 62 человека
- 2009 год: 53 человека
- 2016 год[2]: 21 хозяйство, 47 человек
- 2019 год[1]: 39 человек

## Достопримечательность
- Церковь Иоанна Предтечи. Церковь построена по канонам древнерусского зодчества в 1995 г. из кирпича на месте разобранного в 1970-х гг. деревянного храма XIX века.

#### Утраченное наследие
- Церковь Святой Параскевы Пятницы (XVIII в.)